# Gare de Haluchère-Batignolles
La gare de Haluchère-Batignolles est une gare ferroviaire française de la ligne de Nantes-Orléans à Châteaubriant, située sur le territoire de la commune de Nantes, dans le quartier Nantes Erdre se trouvant au nord-est de la ville, dans le département de la Loire-Atlantique, en région Pays de la Loire.
C'est un important pôle d'échanges de l'agglomération nantaise accueillant sous le même auvent, outre la ligne ferroviaire desservie par des trams-trains TER Pays de la Loire entre Nantes et Châteaubriant, une station de la ligne 1 du tramway, et étant en correspondance avec de nombreuses lignes de bus du réseau TAN exploité par la SEMITAN ou ses sous-traitants et des autocars régionaux du réseau Aléop.
Elle est ouverte en 2012 mais n'est alors desservie que par le tramway et devient totalement opérationnelle en 2014 en étant desservie par des trams-trains. Pour le tramway, cette infrastructure remplace la station Haluchère qui était située de l'autre côté du boulevard Jules-Verne. Elle remplace également la gare de Saint-Joseph, située face à l'avenue homonyme, démolie en 1979, soit un an avant la fermeture au service des voyageurs de la ligne Nantes - Châteaubriant.

## Situations

### Situation ferroviaire
La gare de Haluchère-Batignolles desservie par le tram-train est située au point kilométrique (PK) 433,010 de la ligne de Nantes-Orléans à Châteaubriant, entre les gares ouvertes de Nantes et de Babinière. Elle est séparée de celle de Nantes par celle de Doulon, aujourd'hui fermée. La gare est située approximativement sur le site de l'ancienne gare de Saint-Joseph qui était située au PK 433,441, un peu plus au nord vers Châteaubriant.

### Situation géographique
La gare est située immédiatement au nord du PN 311, entre la rue de la Petite-Baratte et rue du Ranzay, à l'endroit où la ligne Nantes-Châteaubriant croise le boulevard Jules-Verne et la RD723 (dite Route de Paris), face à l'entrée de l'usine Batignolles-Châtillon.

## Histoire
La création d'une gare intermodale à cet endroit fut élaborée dès les premières esquisses du projet de tram-train. La station de tramway « Haluchère » située alors sur le côté sud du PN 311, ne présentait cependant aucune possibilité d'agrandissement conséquent permettant d'accueillir de façon optimum l'ensemble des modes de transports prévus. La création d'une infrastructure beaucoup plus vaste proposant des facilités d'accès était donc nécessaire. 
Le site de l'ancienne gare de Saint-Joseph, à une centaine de mètres de là, de l'autre côté du passage à niveau, présentait cette opportunité. De plus le développement d'un projet de connexion des lignes 1 et 2 du tramway, faisant de Haluchère un nouveau terminus de la ligne 2 du tramway renforçait la nécessité d'un pôle d'échange important.
Il permettait en outre, d'offrir la possibilité d'une restructuration de la voirie devant l'usine des Batignolles.

### Chronologie des travaux
Au vu de l'ampleur du chantier, la ligne 1 a été coupée pendant plusieurs mois à compter du printemps 2011 au-delà de la Haluchère en direction du terminus Beaujoire (un service de bus relais avait été mis en place). 
En janvier 2011, les travaux du pôle d'échange débutait. Afin de permettre d'engager le chantier largement en amont du nouveau site, l'ancienne station Haluchère a été fermée afin de faciliter son démantèlement. La station a été alors remplacée par une structure provisoire située une centaine de mètres plus au sud, au niveau de la rue Jean-Robic. Tandis que la circulation des bus et autres véhicules a été déviée, puisque certaines voies avaient été : soit fermées, soit mises à sens unique, durant la durée des travaux.
En novembre 2011, après la dépose des voies (et des caténaires pour le tram), les travaux de terrassement et l'installation des réseaux (gaz, électricité, télécommunication, etc.) étaient bien engagés. La plateforme en béton qui devait permettre de supporter à la ligne de tramway lorsque celle-ci traverse le boulevard Jules-Verne a été réalisée accompagné de ses rails.
Début décembre 2011, les structures et le toit de l'auvent ont été montés. Le 20 de ce même mois, la traversée oblique permettant à la voie de tramway de croiser celle du tram-train a été posée.
Le 18 juin 2012, les aires de stationnement des bus et autocars situées sur la partie nord de la gare le long de la rue de la Petite-Baratte (rouverte à la circulation) ont été mises en service.
 
Les derniers éléments de l'ancienne station de tramway furent démolis durant l'été, tandis qu'au même moment ont été entrepris les travaux de raccordement des voies ferrées (phase opérationnelle à la fin aout 2012).
Le 1er octobre 2012, la gare est mise en service pour la desserte tramway et remplace ainsi définitivement la station provisoire. L'inauguration de ce nouveau pôle multimodal a lieu le 15 décembre 2012.
En novembre 2012, la rue du Ranzay est rouverte à la circulation avec un tracé légèrement modifié, les aires de stationnement des bus et autocars qui la bordent étant également mis en service.
Le 28 février 2014, le tram-train est mis en service et dessert la gare pour la première fois.

## Architecture
Conçue par les architectes nantais Luc Davy et Stéphane Geffard de l'agence AUP, la nouvelle infrastructure est constituée d'un auvent de 110 mètres de long sur 32 mètres de large et 2 500 m² couvrant l'ensemble des quatre voies (deux pour le tramway sur le côté ouest et deux pour le tram-train sur le côté est), équipé de 1 300 m² de panneaux photovoltaïques,,.

À la sortie nord de la gare, la ligne de tramway se partage en deux : une section en direction de la nouvelle station « Ranzay » (amorce de la connexion des lignes 1 et 2 du tramway) et une section en direction de la station « Beaujoire ». Une « traversée oblique » (ou « croisement à niveau ») permet alors à ce deuxième tronçon de croiser la ligne de tram-train qui continuera sa course parallèlement au premier.

## Service des voyageurs

### Accueil
Halte SNCF, c'est un point d'arrêt non géré (PANG) à entrée libre, équipé d'un distributeur automatique de billets régionaux.

### Desserte
La halte est desservie par des tram-trains qui circulent entre la gare de Nantes et celle de Sucé-sur-Erdre. Certains sont amorcés ou prolongés jusqu'aux gares de Nort-sur-Erdre ou de Châteaubriant. Depuis le 23 Mai 2025 Ligne 1 du tramway de Nantes est prolongée jusqu'a Gare de Babinière.

### Intermodalité
La gare est en correspondance avec la ligne 1 du tramway nantais, les bus urbains et les cars régionaux Aléop.